# Srovnání volebních systémů
Volební systémy jsou pravidly pro vedení voleb. Srovnání mezi různými systémy se může zaměřit na různé aspekty: volební právo nebo pravidla pro způsobilost voličů; způsobilost kandidáta; pravidla, kterými se řídí politické strany; způsob, jakým jsou volby naplánovány, sledovány a kombinovány; nebo o pravidlech pro určování vítěze v rámci dané volby (nazývané také „volební pravidla“ nebo „způsob hlasování“). Lze se také zaměřit na důsledky volebních pravidel například v tom, jak dobře výsledek odráží vůli voličů, což je náplní matematických i sociologických výzkumů.
Při srovnávání volebních systémů je zpravidla definováno několik ideálních kritérií a podle nich jsou volební systémy porovnávány. Arrowovy a Gibbardovy věty dokazují, že neexistuje "ideální" volební systém s jedním vítězem, který by vyhověl všem kritériím, proto můžeme zkoumat (např. na vzorku simulovaných dat), jak pravděpodobné v praxi je, že určité kritérium bude splněno. 
Níže uvedeme kritéria, která jsou při srovnávání volebních systémů běžně používána.

## Absolutní kritéria ohledně výsledku voleb s jedním vítězem
Toto jsou kritéria, která uvádějí, jak musí dopadnout výsledek voleb, pokud je soubor hlasovacích lístků vyplněn určitým způsobem.

### Většina určuje vítěze (Majority criterion)
Kandidát, kterého většina voličů označila za svého favorita, musí vyhrát.
Metody splňující toto kritérium jsou například: Condorcetova metoda, Schulzeho metoda, Systém relativní většiny, Dvoukolový volební systém.
Metody nesplňující toto kritérium jsou například: Bordovo hlasování, D21 – Janečkova metoda.

### Vítěz je z většinově preferované skupiny (Mutual majority criterion)
Pokud existuje skupina kandidátů, které většina voličů řadí nad ostatní kandidáty, musí být vítěz z této skupiny.

### Většina určuje poraženého (Majority loser criterion)
Pokud většina preferuje všechny ostatní kandidáty před určitým kandidátem, tento kandidát nesmí vyhrát.
Pokud je splněno kritérium "Vítěz je z většinově preferované skupiny" nebo "Kondorcetův poražený nemůže vyhrát" je toto kritérium splněno také. Naopak to však neplatí, například volební systém Minimax splňuje "Kondorcetův poražený nemůže vyhrát", ale nesplňuje "Většina určuje poraženého".
Metody splňující toto kritérium: Schulzeho metoda, Bordovo hlasování
Metody nevyhovující tomuto kritériu: Systém relativní většiny, Minimax, Doplňkové hlasování.

### Condorcetovo kritérium(Condorcet criterion)
Pokud existuje Condrocetův vítěz, tak je vítězem voleb. Condorcetův vítěz je takový kandidát, který vyhraje v porovnání s libovolným jediným jiným kandidátem. Tedy takový, který by vyhrál proti jakémukoliv jinému kandidátovi, kdyby kandidovali jen oni dva. Každý volební systém splňující Condorcetovo kritérium splňuje také kritérium "Většina určuje vítěze".
Metody splňující toto kritérium: Minimax, Schulzeho metoda
Metody nesplňující toto kritérium: Bordovo hlasování, Metoda okamžitého druhého kola, Systém relativní většiny, D21 – Janečkova metoda

## Relativní kritéria ohledně výsledků voleb s jedním vítězem
Toto jsou kritéria, která uvádějí, že pokud některý kandidát v určitém případě vyhrál, musí stejný kandidát (nebo nesmí) vyhrát i v jiné, související situaci.

### Nezávislost na irelevantních alternativách
Výsledek se nezmění, pokud přidáme nebo odebereme kandidáta, který by nevyhrál. Toto kritérium je jedno z kritérií Arrowy věty o nemožnosti, která ukazuje, že neexistuje hlasovací systém splňující všechna kritéria.
Toto kritérium je kritizováno jako "příliš silné" z mnoha pozic. Například kritérium je v konfliktu s Condorcetovým kritériem – žádný netriviální systém nemůže splňovat obě. Kritérium je i v rozporu s přirozeným způsobem uvažováním o pravděpodobnosti v případě, že volba obsahuje podobné možnosti – viz příklad s volbou mezi autem a modrým či červeným autobusem. Existují i příklady z praxe, ve kterých bylo pozorováno chování voličů v rozporu s tímto kritériem (podpora Labour party ve volbách do EU před Brexitem). Tento příklad ukazuje, že i v praxi voliči změní své hlasy, je-li odebrána zdánlivě irelevantní alternativa, ale to kritérium nebere v úvahu.
Jako jedno řešení těchto problémů bylo navrženo nahrazení tohoto kritéria kritériem slabším, například "Slabá nezávislost na irelevantních alternativách" nebo "Lokální nezávislost na irelevantních alternativách".

### Slabá nezávislost na irelevantních alternativách (Independence of Smith-dominated alternatives)
Výběr vítěze nezávislý na kandidátech, kteří nejsou v sadě Smithově množině (někdy nazývané dominující množina). Smithova množina (pojmenovaná podle Johna H. Smitha) je "dominující" skupina kandidátů, taková, že každý její člen je většinou preferován před každým jejím nečlenem. Jde o jakousi vrchní elitní skupinu pravděpodobných vítězů. Slabá nezávislost tedy říká, že všechny kandidáty mimo Smithovu množinu lze vyloučit, aniž by to ovlivnilo výsledek.

### Lokální nezávislost na irelevantních alternativách
Může se změnit vítěz, pokud odebereme kandidáta, který by skončil poslední? Může se stát, že druhý kandidát nevyhraje, pokud odebereme vítězného kandidáta?

### Nezávislost na klonech (Independence of clones criterion)
Změní se výsledek, pokud přidáme kandidáty, kteří jsou podobní existujícímu kandidátovi? Existuje několik poddruhů tohoto kritéria
1. Přetahování voličů – přidání kandidátů zmenší šance kandidáta, kterému jsou podobní.
2. Skupinová pomoc – existence skupiny podobných kandidátů zvyšuje šanci kteréhokoli z nich.
3. noví kandidáti ovlivní výsledek, ale v jiné části výsledků.

### Monotónnost výsledků (Monotonicity criterion)
Není možné zabránit vítězství kandidáta tím, že jej na některých hlasovacích posunete "výše", ani není možné způsobit vítězství kandidáta tím, že jej na některých hlasovacích lístcích posunete níže.
Porušením monotonie není, pokud změny mezi ostatními kandidáty nějak ovlivní pozici kandidáta, kritérium se týká jen změn v pozici sledovaného kandidáta.

### Symetrie při obrácení hlasů
Pokud všechny preference na hlasovacích lístcích "obrátíme", může se stát, že opět vyhraje ten samý kandidát? Toto kritérium je u mnoha volebních systémů neaplikovatelné.

## Porovnání systémů více vítězů
Pro systémů více vítězů jako poměrný volební systém platí jiné kritéria než u voleb s jedním vítězem. Poměrnost volebního systému se da merit pres Gallagherův index. Ideálny poměrný volební systém má poměr podílu křesel a podílu hlasů přesně 1. Efektivní počet stran srovnáva politické fragmentace volebních systémů.

## Kritéria počítání hlasování
Toto jsou kritéria, která se vztahují k procesu počítání hlasů a určení vítěze.

### Polynomiální čas zpracování
Lze vítěze určit v polynomiálním čase v závislosti na počtu kandidátů a v lineárním v závislosti na počtu hlasujících?

### Možnost určení mandátu
Je vítěze možno určit ve většině případů bez náhodného losu? Jinak řečeno, klesá pravděpodobnost remíz s rostoucím počtem hlasujících?

## Kritéria volební strategie
Toto jsou kritéria, která se týkají motivace voliče používat určité formy strategie. Za ideální je považováno, pokud volební systém motivuje voliče k tomu, aby při hlasování vyjádřili své skutečné preference a nepoužívali žádný druh strategie.

### Kritérium účasti
Je vždy výhodnější vyjádřit své skutečné preference než nehlasovat vůbec?

### Kritérium dodatečného poškození a kritérium dodatečné pomoci
Pokud volič upraví již vyplněný hlas tak, že pozmění hlasování u méně preferovaného kandidáta, nijak to neovlivní výsledek pro více preferovaného kandidáta. Toto kritérium se na některé systémy nedá aplikovat, nebo je jeho aplikace sporná.

### Nevýhodnost zrady favorita (No favorite betrayal )
Volič nemůže pomoci svému favoritovi tím, že jiného, méně preferovaného kandidáta, umístí strategicky před něj.

## Formát hlasování
Jedná se o otázky týkající se informačního obsahu jednotlivých hlasů
- Jaké informace uvádí volič na hlasování?
- Stejné pozice – Může platný hlasovací lístek vyjádřit stejnou podporu více než jednomu kandidátovi?
- Více než 2 stupně podpory – Může hlasovací lístek vyjádřit více než dvě úrovně podpory / opozice pro různé kandidáty?